# Morbid Angel
Morbid Angel je americká deathmetalová kapela. Vznikla v roce 1983 v Tampě na Floridě.

## Členové

### Současní
- Trey Azagthoth – kytara (1983–současnost)
- Steve Tucker – basa a zpěv (1997–2001, 2003–2004, 2015 - současnost))
- Scott Fuller - bicí (2017 - současnost)
- Dan Vadim Von - kytara (2017- současnost)

### Bývalí
- Michael Manson – zpěv (1986)
- Kenny Bamber – zpěv (1985)
- David Vincent – basa a zpěv (1986–1996, 2004–2015)
- Jared Anderson – basa a zpěv (2001–2002)
- Richard Brunelle – kytara (1985–1992, živě 1998)
- Erik Rutan – kytara (1993–1996, 1999–2002, 2006)
- Thor "Destructor" Myhren - kytara (2008 - 2015)
- Dallas Ward – basa (1983–1985)
- John Ortega – basa (1985–1986)
- Sterling „Von“ Scarborough – basa (1986)
- Mike Browning – bicí (1983–1986)
- Wayne Hartsell – bicí (1986–1988)
- Pete Sandoval – bicí (1988–2010)
- Tim Yeung - bicí (2010 - 2015)

## Řadová alba
- 1989 – Altars of Madness
- 1991 – Blessed Are the Sick
- 1993 – Covenant
- 1995 – Domination
- 1996 – Entangled in Chaos
- 1998 – Formulas Fatal to the Flesh
- 2000 – Gateways to Annihilation
- 2003 – Heretic
- 2011 – Illud Divinum Insanus
- 2017 – Kingdoms Disdained